# Élégie de Debussy
Pour les articles homonymes, voir Élégie (homonymie).
Élégie est une pièce pour piano de Claude Debussy composée en 1915, durant la Première Guerre mondiale.

## Présentation
À l'instar de la Berceuse héroïque, de la deuxième pièce d'En blanc et noir pour deux pianos ou du Noël des enfants qui n'ont plus de maison pour chant et piano, l'Élégie pour piano est une page inspirée par la Guerre.  
L’œuvre est composée en décembre 1915 et publiée en fac-similé en décembre 1916 par Devambez dans Pages inédites sur la femme et la guerre. Livre d'or dédié... à S.M. la reine Alexandra et publié par Mme Paul Alexander Mellor (Paris, 1916),,.  
La partition est ultérieurement publiée par Jobert en 1978 puis Henle en 1997,,.  

## Analyse
L'Élégie est une courte page de vingt et une mesures, « d'une expression indiciblement triste », notée Lent et douloureux, qui consiste en une « longue et sinueuse mélopée de la main gauche en ré mineur modal, environnée d'un contexte harmonique diaphane, et s'évanouissant pour finir dans les ténèbres ».
Pour Ennemond Trillat, c'est « le témoignage authentique du désespoir de l'auteur : synthèse de ses souffrances physiques et morales, confondant celles d'une France meurtrie et celles de son propre corps qui doit lutter contre un mal inexorable... ».
Pour Guy Sacre, c'est une « musique désespérée, écrite dans ce ré mineur qui fut le ton hivernal de The snow is dancing (dans Children's Corner) et de Des pas sur la neige (du premier livre de Préludes), le ton funèbre de Canope (du deuxième livre de Préludes) et de Pour un tombeau sans nom (dans les Épigraphes antiques, pour piano à quatre mains), [qui] dit à voix basse, comme une douloureuse confidence, les affres confondues de la guerre et de la maladie (c'est en ce même décembre 1915 qu'on tente une opération qui ne fera que retarder les progrès du mal). Écriture tapie dans le grave, comme celle de la Berceuse, avec cette longue plainte de la main gauche qu'avivent les notes ornementales, dans des harmonies si dépouillées qu'elles vous donnent froid au cœur ».
La durée d'exécution moyenne de la pièce est de deux minutes environ.
Dans le catalogue des œuvres du compositeur établi par le musicologue François Lesure, l'Élégie porte le numéro L 146 (138) .

## Discographie
- Debussy : Piano works Vol. 5, François-Joël Thiollier (piano), Naxos 8.553294, 2001[5].
- Debussy : Complete Works for Piano, Volume 3, Jean-Efflam Bavouzet (piano), Chandos Records CHAN 10467, 2008[6].
- Le Tombeau de Debussy : Debussy's late works, Jan Michiels (piano), Fuga Libera FUG590, 2011 — avec les Études, Les Soirs illuminés par l'ardeur du charbon et des fragments du Tombeau de Claude Debussy.
- Debussy : The Solo Piano Works, Noriko Ogawa (piano), BIS Records CD 1955/56, 2012[7].
- Claude Debussy : The complete works, CD 5, Aldo Ciccolini (piano), Warner Classics, 2018[8].
- Debussy : Early and late piano pieces, Steven Osborne (piano), Hyperion Records CDA 68390, 2022[9].